# Пороховая башня (Рига)
Порохова́я ба́шня (латыш. Pulvertornis) — единственная сохранившаяся до наших дней башня Рижской крепости, элемент системы городских укреплений Риги. В башне размещается часть экспозиции Военного музея Латвии.

## Начальный этап истории
Впервые в летописном источнике башня упомянута в 1330 году в связи с покорением города войсками Ливонского ордена. Специально для магистра Эберхардта фон Монгейма пушечным выстрелом был сделан пролом в крепостной стене, через который сюзерен с помпой въехал в заново покорённую Ригу. Членами орденского совета было принято решение усовершенствовать фортификационную систему города, и в том месте, где к городу подходила исторически значимая Большая Песчаная дорога, была воздвигнута башня, также получившая название Песчаная. Существует предположение, что башня появилась раньше орденского завоевания, в конце XIII века. Название башни было связано в том числе и с тем, что дельту реки Риги обрамляли протяжённые песчаные дюны. По ним торговый путь получил своё название, а впоследствии — башня и бастион. Изначально башня имела подковообразную, «открытую» форму, но уже в середине XIV столетия она была перестроена и обрела цилиндрическую форму, которую сохранила до сегодняшнего дня. В средневековый период башня охраняла город с севера, представляла собой стратегически важный пункт обороны.
Всего средневековый город охраняли 28 башен, в разные времена они приобретали разные названия. Соседняя башня получила название Русской — по так называемому Русскому подворью, где проживали русские ремесленники и останавливались псковские и полоцкие торговцы. Что касается Песчаной башни, то уже во время следующей перестройки, состоявшейся по указаниям магистра Ливонского ордена, она была перестроена в шестиэтажную, а между пятым и шестым этажами мастерами фортификационного дела была обустроена специальная «кладовая для ловли ядер». Это хитроумное помещение состояло из перекрестно расположенных дубовых и сосновых бревен, которые «захватывали» летевшие сверху снаряды и удерживали их в проёмах между бревнами.
Башня получила сильные повреждения во время боевых действий польско-шведской войны в 1621 году. Несмотря на это, шведскими властями были приняты меры по реорганизации системы городских укреплений, и башня была отстроена вновь. Возможно, именно с этого времени её стали называть Пороховой. Широко распространена версия происхождения нового названия, согласно которой башню в относительно мирное время приспособили для хранения пороха. Однако эта версия кажется не вполне логичной: ведь если бы в башню, в которой сосредоточены запасы пороха, попал снаряд, это имело бы самые печальные последствия для всего города. Тем более, что обстреливали её многократно: первый раз это произошло в 1656 году во время осады города войсками русского царя Алексея Михайловича во время русско-шведской войны — тогда в башню угодило девять ядер. Следующую «порцию» ядер Пороховая башня получила в 1709 году, когда началась осада города армией Бориса Петровича Шереметева, военачальника русского царя Петра I. Легенда гласит, что ядра по Пороховой башне были выпущены рукой самого русского самодержца, который тем самым отомстил «ненавистному» шведскому городу, который в своё время оказал ему негостеприимный приём (времена губернатора Э. Дальберга). В итоге Рига была взята, а три ядра с одной стороны, равно как и девять ядер с другой, остались в стенах башни до наших дней.

## Использование башни

### Российская империя
Во времена Российской империи башня оказалась заброшенной. Войн не было, и уже к середине XIX века встал вопрос о разборке системы городских укреплений, территориально стеснявшей развитие города. По приказу генерал-губернатора Прибалтийского края А. А. Суворова в 1857 году был принят широкомасштабный план реконструкции Риги. Предполагалось, что все элементы крепостной стены должны были быть срыты. Для Пороховой башни сделали исключение, чтобы оставить этот образец фортификации для истории. В итоге башня пустовала ещё около 30 лет, прежде чем вопрос о её статусе получил новое решение.
В 1892 году пространство башни передали студенческой корпорации «Рубония». Тогдашний рижский градоначальник Людвиг Керковиус пошёл навстречу просьбам студентов Рижского политехникума, а те, в свою очередь, обязались на свои средства произвести капитальный ремонт сооружения, что и было сделано. Часть средств, потраченных на ремонт, была выручена студентами от продажи большого количества голубиного помёта, скопившегося в башне за время её бездействия, владельцам окрестных огородных участков.
После проведённого ремонта башню стали использовать по-новому. «Кладовая для ловли ядер» превратилась в зал для фехтования. Также в башне были обустроены несколько танцевальных залов и пивная.

### Независимая Латвия
Пороховая башня выполняла функцию студенческого развлекательного центра до 1916 года. Студентов, которые не желали покидать обжитое место даже с началом Первой мировой войны, попросили освободить помещения башни. В башне открывается музей латышских стрелковых полков, который впоследствии сменил Военный музей. По другим данным, Военный музей обосновался в башне не сразу, а сначала её переориентировали для нужд районного полицейского управления. Так продолжалось до 1938 года, пока Карлис Улманис не решил преобразовать здание полицейского управления в городской Военный музей. Реставрационные работы продолжались около двух лет, в результате чего башня приобрела свой современный облик. Рядом с Пороховой башней построили здание Военного музея, выполненное архитектором Галиндомом в стиле неоклассицизма.

### Советский период
С установлением советской власти башне было вновь найдено иное применение: в ней открывается Нахимовское военно-морское училище. В 1957 году в башне разместился очередной музей, на сей раз — музей Октябрьской революции, главный идеологический музей республики.

### После восстановления независимости
После провозглашения независимости в 1991 году на смену советскому музею пришёл Военный музей Латвии, экспозиция которого размещается частично и в здании Пороховой башни.